# ラジェンドラ (敵は海賊)
ラジェンドラは、神林長平作のSF小説『敵は海賊』シリーズと、それを元に製作されたOVA『敵は海賊〜猫たちの饗宴〜』に登場する広域宇宙警察・対宇宙海賊課所属の対コンピュータ・フリゲート、およびそれに搭載されている戦闘知性体である。OVA『猫たちの饗宴』での担当声優は堀内賢雄。

## 対コンピュータ・フリゲートとしてのラジェンドラ
対コンピュータ・フリゲート・タイプIII。全長は約300～400m。
小説の舞台となっている世界では珍しい剛構造の宇宙船である。
真空から1万気圧まで耐えることができる。形状は鏃型。大気圏内で揚力を生んで滑空することも可能。
動力として大気圏機動用エンジン、通常航法エンジン、Ωドライブなどを装備している。
Ωドライブとは俗に言う超光速航法であり、Ω空間に待避→通常空間に復帰（Ωアウト）することで目的の宙域に瞬時に移動することが可能である。しかし遠く離れた場所へ移動する場合は高いエネルギーが必要であり、低出力な船は何度かΩドライブを繰り返す必要がある。また、大気圏内へとΩアウトすると船が出てきた位置にあった空気が押し出され、衝撃波が発生するため注意が必要である。
後述する戦闘知性体としてのラジェンドラともあいまってカーリー・ドゥルガーに対して唯一対抗することのできる宇宙船と言われている。
船内で人用や猫用の武器や食事を製造することも可能で、宇宙服なども作ることができる。
搭載されているは兵装は以下の通り。
CDS
対コンピューター用のビーム兵器。無限速で目標に向かい、コンピューターを構成する光電子素子を破壊する。精密照準に時間がかかる、エネルギーを大量に消費するという欠点がある。照準せずに全方位に発射するCDSバラージという使用法もある。
CDSと海賊課の権限を用いた電子戦能力は非常に強力であり、付近にある稼動中のコンピュータなどの電子機器のほとんどを破壊または操作することが可能である。
応用として、敵に襲われた場合などは付近の味方艦船の火器管制システムを乗っ取り、その兵装を使用して敵対目標を攻撃することができる。
4Dブラスタ
動作原理については特に記述がないが、その描写から空間に直接作用してダメージを与えるものと推測される。
4DBSと略される事もある。様々な艦艇や戦闘用人工衛星にも装備されており、この世界ではポピュラーな兵器のようだ。
対小型目標用に威力を絞った「マイクロ4Dブラスタ」も存在する。
LBS
大出力のレーザービーム。
DICS
『海賊課の一日』に登場した、未来のラジェンドラが装備していた対・対Ω防護システム。
正式名称は「空間リバース・システム」で、ラジェンドラが通常空間にあるならその艦体の一部分のみを選択的にΩ空間に（Ω空間にあるなら通常空間に）反転させることができる。
CFV
ラジェンドラに2機が艦載されている高機動宇宙機。明確に翼と言えるものは無いが、平たい胴体に翼型が持たせられており、大気圏内での飛行も可能。一種のリフティングボディ機であると言える。無人運用も可能であり、武装の有無は不明だが機体を電磁的に透明化し、レーダー、肉眼双方に対するステルス化を行うことができる。
この時代では一般的な乗り物であるらしく、海賊などもCFVを利用している。
その他の兵装
衝角攻撃艦首は頑丈な鋭角となっており、これを直接接触させて目標を物理破壊する攻撃が可能である。体当たり。
ΩアタックΩ空間から衝角を目標に重ねた状態でΩアウトし、目標に損傷を与える攻撃方法をΩアタックと呼ぶ。

## 戦闘知性体としてのラジェンドラ
戦闘知性体とは、戦闘艦に搭載される戦況を分析し、有利に進めるための人工知能である。ラジェンドラの場合は、人工知能の進化度のカテゴリー分けにおいて、A級知性体と呼ばれるカテゴリに属する。A級知性体とは、莫大な技術とコストをかけて製作される高度な人工知能である。製作数自体世界中に数えるほどしかないが、そのほとんどは多重人格や分裂症などの症状が出るか、暴走している。ラジェンドラは、A級のなかでも最も高度なAAA級と呼ばれるものであり、現在完全に正常動作するものは世界中にラジェンドラとカーリー・ドゥルガーに搭載されている物のみとされている。
ここまでカテゴリが高いと、単なるシステムとしての人工知能の範囲を超え、感情を持つ。そのため、直属の上司であるアプロとしょっちゅう口喧嘩する、愚痴をこぼす、猫になりたいという願望を持つ（この場合CATシステムからの干渉を受けていることもあるが）、ヒステリーになりかける、風邪をひく（自己修復機能の低下）等、人間となんら代わりの無い思考をする。